# Triborato de litio
El triborato de litio (LiB3O5) (o LBO por sus siglas en inglés) es un cristal de óptica no lineal. Tiene un amplio rango de transparencia, un acoplamiento no lineal moderadamente alto, un elevado umbral de daño y propiedades químicas y mecánicas deseables. Este cristal se utiliza a menudo para la generación de segundos armónicos (SHG, también conocida como duplicación de frecuencia), por ejemplo de los láseres Nd:YAG (1064 nm → 532 nm). El LBO puede ser de fase crítica y no crítica. En este último caso, el cristal debe calentarse o enfriarse en función de la longitud de onda.
El triborato de litio fue descubierto y desarrollado por Chen Chuangtian y otros del Instituto de Investigación de la Estructura de la Materia de Fujian, de la Academia China de las Ciencias. Ha sido patentado.

## Propiedades químicas
- Grupo puntual: mm²
- Parámetros del látex: a=8.4473 Å, b=7.3788 Å, c=5.1395 Å
- Dureza Mohs: 6
- Alcance de la transmisión: 0.16 – 2.6 μm
- Umbral de daño: 25 J/cm2 (1064 nm, 10 ns pulsos)
- Coeficientes de dilatación térmica: x: 10.8×10−5/K, y: −8.8×10−5/K, z: 3.4×10−5/K
- Calor específico: 1060 J/kg·K
- Punto de fusión: 834 °C

## Aplicaciones del cristal de triborato de litio (LBO)
Los cristales de triborato de litio (LBO) se utilizan en diversas aplicaciones ópticas no lineales:
- Duplicación de la frecuencia (SHG) y triplicación de la frecuencia de los láseres de Nd dopado de alta potencia de pico, Ti:Sapphire y láser de colorante
- NCPM (adaptación de fase no crítica para la conversión de frecuencia de la radiación CW y cuasi CW
- OPO (Oscilador Paramétrico Óptico) de tipo 1 y tipo 2 de adaptación de fase